# Doppelschilling (Norddeutschland)

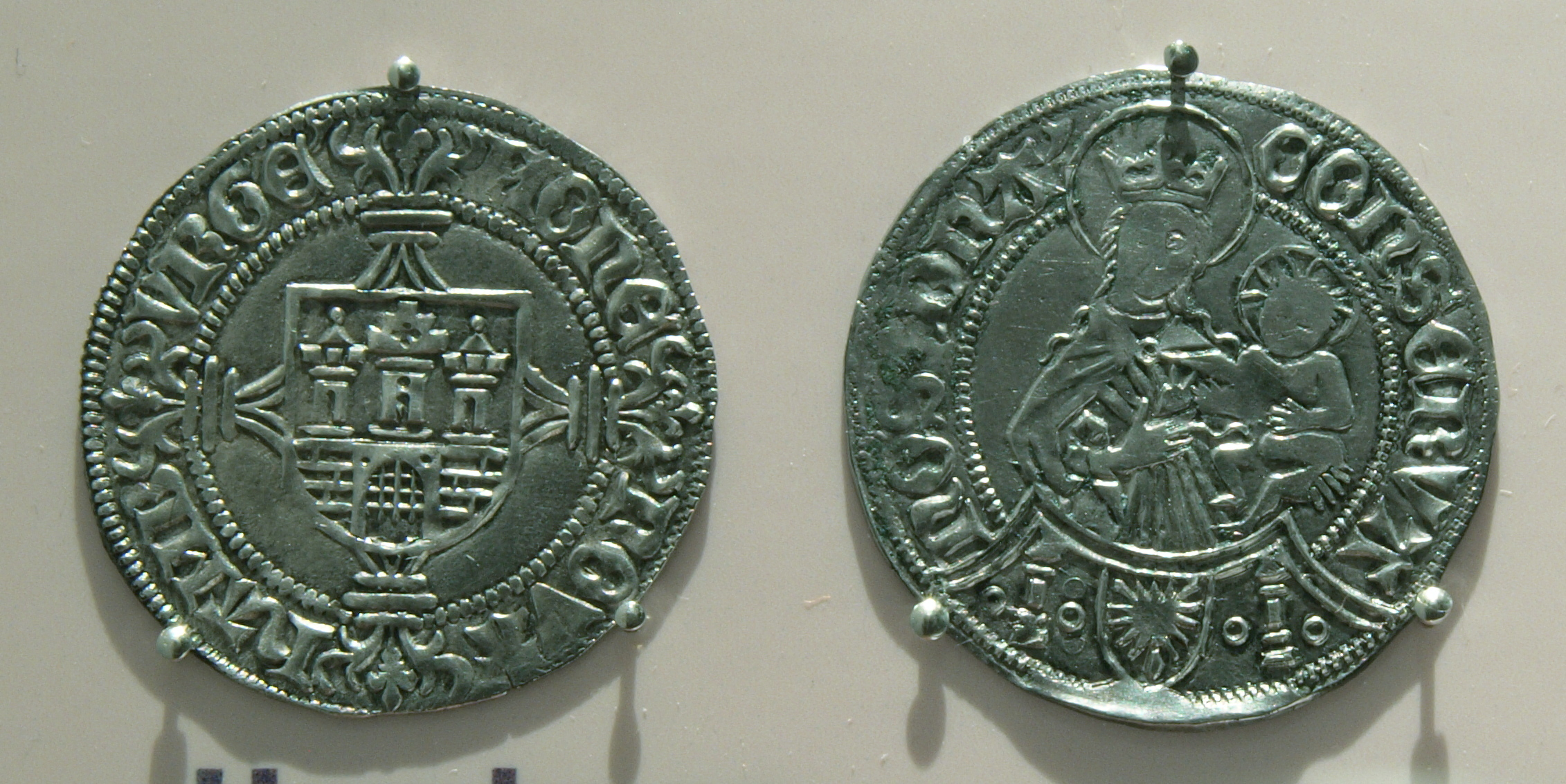
Hamburger Doppelschilling von 1468

Doppelschillinge waren norddeutsche  Groschenmünzen des Spätmittelalters und der frühen Neuzeit.
Doppelschillinge wurden ab 1468 erstmals von Hamburg und Lübeck ausgegeben. 70 Stück gingen auf die 12-lötige (750/1000) Mark Silber, was einem Stückgewicht von etwa 3,34 g entsprach. Später übernahmen auch andere Prägestände des Wendischen Münzvereins dieses Nominal. Damit gewann er in Norddeutschland große Bedeutung, was wiederum dazu führte, dass noch mehr Münzstände dieses Nominal einführten. Ab der zweiten Hälfte des 16. Jahrhunderts setzte aber ein zunehmender Wertverfall durch eine laufende Münzverschlechterung ein. Gingen Anfang des 16. Jahrhunderts je nach Münzstand
noch 12–16 Doppelschillinge auf einen Gulden waren es um 1700 schon 24 Stück. In der 2. Hälfte des 18. Jahrhunderts wurden dann die letzten Doppelschillinge geprägt.